# Berwick (Pennsylvania)
Berwick ist eine Gemeinde (borough) im US-Bundesstaat Pennsylvania und liegt innerhalb des Luzerne County und des Columbia County. Berwick ist Teil der Metropolregion Bloomsburg–Berwick. Das U.S. Census Bureau hat bei der Volkszählung 2020 eine Einwohnerzahl von 10.327 ermittelt.

## Geschichte
Berwick wurde von Evan Owen, einem walisischen Quäker und Landvermesser, gegründet. Er war der Sohn von Hugh Owen aus Trefeglwys, Montgomeryshire, Wales. Berwick wurde nach Berwick-upon-Tweed in England, benannt. Der am Nordufer des Susquehanna River gelegene Ort wurde 1769 erstmals besiedelt, 1786 gegründet und 1818 eingemeindet.
Leichte und schwere verarbeitende Industrien, wie die American Car and Foundry Company und Wise Potato Chips, florierten in Berwick, das 1917 mit dem Borough West Berwick, in dem 1910 5.512 Menschen lebten, zusammengelegt wurde. Die Einwohnerzahl von Berwick lag 1910 bei 5.357, 1920, nach der Eingemeindung von West Berwick, bei 12.181 und 1950 erreichte die Einwohnerzahl mit 14.010 ihren Höhepunkt. Bei der Volkszählung 2010 betrug die Einwohnerzahl 10.477.

## Demografie
Nach einer Schätzung von 2019 leben in Berwick 9903 Menschen. Die Bevölkerung teilt sich im selben Jahr auf in 96,0 % Weiße, 1,4 % Afroamerikaner und 1,3 % mit zwei oder mehr Ethnizitäten. Hispanics oder Latinos aller Ethnien machten 6,8 % der Bevölkerung aus. Das mittlere Haushaltseinkommen lag bei 40.227 US-Dollar und die Armutsquote bei 22,7 %.

## Infrastruktur
Die U.S. Route 11 führt durch das Zentrum von Berwick.

## Söhne und Töchter der Stadt
- Warren P. Noble (1820–1903), Politiker
- William H. Woodin (1868–1934), Industrieller und Finanzminister der Vereinigten Staaten
- Billy Petrolle (1905–1983), Boxer
- Kevin Kanouse (* 1953/54), lutherischer Bischof